# 임안 (후한)
임안(任安, 124년 ~ 202년)은 중국 후한 말기의 학자이다. 자는 정조(定祖)이며 익주 광한군 면죽현(綿竹縣) 사람이다.
그는 젊었을 때부터 학문에 관심이 많았으며 제자들을 가르치기도 했다. 그는 학문에는 관심이 많았지만 정치에는 관심이 없어 박사에 임명되었을 때도 나가지 않았다.
같은 고향 사람인 동부와 같이 양후(楊厚)에게서 도참을 배우기도 하였다.
202년에 79세의 나이로 세상을 떠났다.